# أليكسي سكفورتسوف (لاعب كرة قدم)
أليكسي سكفورتسوف (الروسية: Скворцов, Алексей Игоревич) هو لاعب كرة قدم روسي في مركزي الوسط والهجوم، ولد في 13 يناير 1992 في سانت بطرسبرغ في روسيا. لعب مع أمكار بيرم ونادي جاندجاسر كابان.

## وصلات خارجية
- أليكسي سكفورتسوف (لاعب كرة قدم) على موقع قاعدة بيانات كرة القدم.إي يو (الإنجليزية)
- أليكسي سكفورتسوف (لاعب كرة قدم) على موقع Soccerway.com (الإنجليزية)